# 2017 na Venezuela
Esta é uma cronologia dos principais fatos ocorridos no ano de 2017 na Venezuela.

## Incumbentes
- Presidente (en): Nicolás Maduro

## Eventos
- Protestos na Venezuela em 2014–2016, veja também: Cronologia dos protestos venezuelanos em 2017 [en]

## Mortes

### Janeiro
- 1 – Memo Morales, cantor (n. 1937)[1]

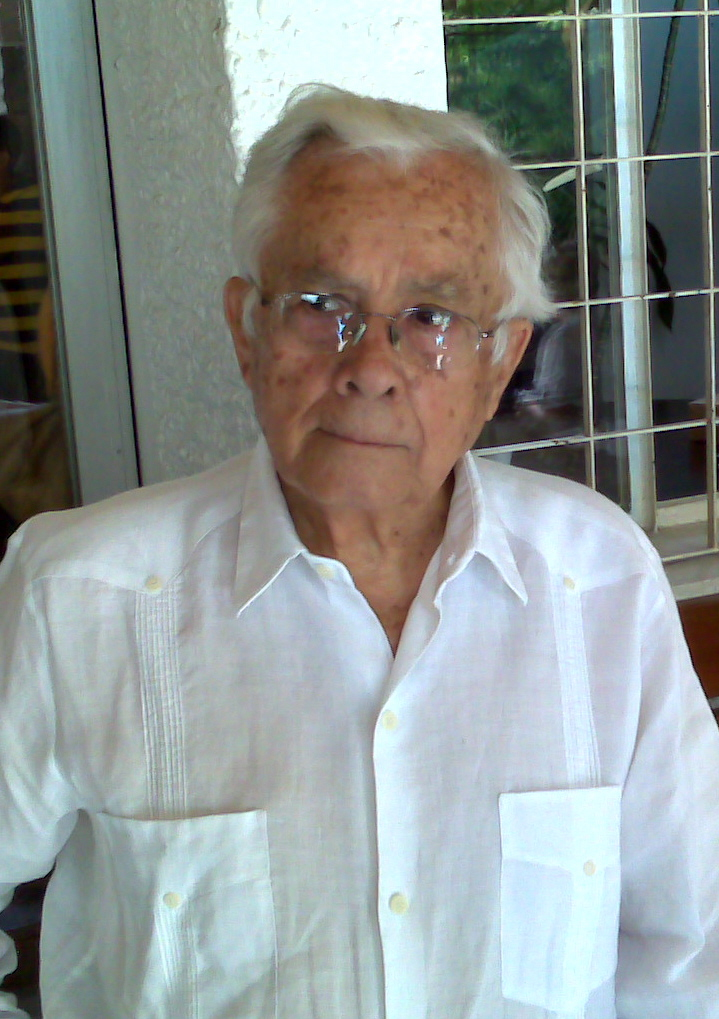
Octavio Lepage

- 6 – Octavio Lepage, político (n. 1923)[2]